# Campeonato colombiano 1962
El Campeonato colombiano 1962 fue el decimoquinto (15°.) torneo de la Categoría Primera A de fútbol profesional colombiano en la historia. 

## Desarrollo
En esta temporada participaron los mismos 12 equipos de la temporada anterior. Se jugaron cuatro vueltas (dos de local, dos de visitante) sumando 44 fechas.
Este campeonato fue el segundo consecutivo que ganó Millonarios. Se jugaron 264 partidos entre los 12 clubes inscritos y se anotaron 893 goles siendo el Deportivo Cali el que más anotó con 104 conquistas (récord histórico de 2,36 goles por partido) y el que más recibió fue el Deportes Quindío con 102 goles en contra. El goleador fue José Omar Verdún del Cúcuta Deportivo con 36 goles.

## Datos de los clubes
| Equipo                 | Departamento       | Ciudad      |
| ---------------------- | ------------------ | ----------- |
| América de Cali        | Valle del Cauca    | Cali        |
| Atlético Bucaramanga   | Santander          | Bucaramanga |
| Atlético Nacional      | Antioquia          | Medellín    |
| Cúcuta Deportivo       | Norte de Santander | Cúcuta      |
| Deportes Quindío       | Caldas             | Armenia     |
| Deportes Tolima        | Tolima             | Ibagué      |
| Deportivo Cali         | Valle del Cauca    | Cali        |
| Deportivo Pereira      | Caldas             | Pereira     |
| Independiente Medellín | Antioquia          | Medellín    |
| Millonarios            | Bogotá, D. C.      | Bogotá      |
| Once Caldas            | Caldas             | Manizales   |
| Independiente Santa Fe | Bogotá, D. C.      | Bogotá      |

## Clasificación
| Pos. | Equipo                 | Pts. | PJ | G  | E  | P  | GF  | GC  | Dif. | Clasificación                 |
| ---- | ---------------------- | ---- | -- | -- | -- | -- | --- | --- | ---- | ----------------------------- |
| 1    | Millonarios            | 61   | 44 | 25 | 11 | 8  | 96  | 44  | +52  | Copa de Campeones de América. |
| 2    | Deportivo Cali         | 57   | 44 | 25 | 7  | 12 | 104 | 61  | +43  |                               |
| 3    | Deportivo Pereira      | 53   | 44 | 21 | 11 | 12 | 77  | 71  | +6   |                               |
| 4    | Once Caldas            | 52   | 44 | 22 | 8  | 14 | 84  | 59  | +25  |                               |
| 5    | América de Cali        | 52   | 44 | 20 | 12 | 12 | 72  | 54  | +18  |                               |
| 6    | Independiente Medellín | 47   | 44 | 18 | 11 | 15 | 80  | 81  | −1   |                               |
| 7    | Atlético Bucaramanga   | 42   | 44 | 16 | 10 | 18 | 65  | 66  | −1   |                               |
| 8    | Cúcuta Deportivo       | 41   | 44 | 16 | 9  | 19 | 92  | 92  | 0    |                               |
| 9    | Santa Fe               | 39   | 44 | 15 | 9  | 20 | 69  | 84  | −15  |                               |
| 10   | Atlético Nacional      | 29   | 44 | 10 | 9  | 25 | 56  | 96  | −40  |                               |
| 11   | Deportes Tolima        | 29   | 44 | 9  | 11 | 24 | 47  | 83  | −36  |                               |
| 12   | Deportes Quindío       | 24   | 44 | 6  | 12 | 26 | 51  | 102 | −51  |                               |

 Fuente: Rsssf

## Resultados
| 1962                   | AME     | BUC     | CAL     | CUC     | MED     | MIL     | NAL     | ONC     | PER     | QUI     | SFE     | TOL     |
| América de Cali        |         | 2:1 1:0 | 0:1 0:1 | 3:0 1:0 | 2:0 3:0 | 1:1 1:2 | 2:0 2:2 | 0:1 2:1 | 1:1 1:1 | 4:1 5:0 | 4:3 2:1 | 2:0 2:2 |
| Atlético Bucaramanga   | 0:1 1:1 |         | 1:0 2:2 | 4:0 4:2 | 1:4 2:0 | 3:1 1:1 | 0:2 3:1 | 2:0 0:0 | 2:0 4:1 | 3:3 0:1 | 3:0 1:2 | 2:0 4:1 |
| Deportivo Cali         | 0:0 1:1 | 4:1 2:1 |         | 2:1 3:0 | 1:1 7:1 | 2:1 3:2 | 3:2 3:1 | 2:1 2:0 | 9:0 4:1 | 8:1 5:1 | 4:1 0:2 | 4:0 3:0 |
| Cúcuta Deportivo       | 4:0 3:0 | 2:0 4:1 | 2:2 2:1 |         | 1:2 5:0 | 0:1 2:2 | 5:0 1:1 | 5:3 3:0 | 2:2 3:0 | 3:0 3:1 | 3:2 3:3 | 2:2 2:1 |
| Independiente Medellín | 1:4 2:1 | 0:0 3:1 | 2:1 4:2 | 2:3 6:2 |         | 1:2 3:3 | 3:2 3:1 | 1:1 1:0 | 1:4 3:1 | 1:1 1:1 | 1:2 4:2 | 4:2 4:0 |
| Millonarios            | 1:1 4:1 | 3:0 0:1 | 7:0 3:2 | 2:1 6:2 | 2:0 2:2 |         | 3:1 1:0 | 4:1 1:2 | 0:1 1:1 | 4:1 4:2 | 1:2 1:1 | 1:0 3:0 |
| Atlético Nacional      | 0:3 0:1 | 2:3 3:2 | 1:3 0:2 | 1:1 6:4 | 3:1 0:0 | 0:5 0:2 |         | 2:4 1:1 | 2:2 1:1 | 3:1 2:1 | 0:0 5:3 | 2:0 0:1 |
| Once Caldas            | 2:1 4:1 | 1:3 4:0 | 2:1 3:1 | 4:2 4:1 | 3:1 3:1 | 0:0 1:1 | 4:0 3:0 |         | 0:1 2:1 | 2:1 5:1 | 3:2 1:0 | 1:1 4:0 |
| Deportivo Pereira      | 2:1 2:2 | 2:1 1:0 | 2:2 0:1 | 5:0 4:2 | 2:2 2:4 | 0:2 0:3 | 2:1 6:0 | 1:1 2:1 |         | 4:1 4:2 | 2:0 3:2 | 1:0 3:0 |
| Deportes Quindío       | 3:3 1:4 | 1:2 1:1 | 1:1 2:3 | 2:2 0:3 | 0:0 1:3 | 2:3 0:1 | 0:0 2:1 | 2:0 2:2 | 1:2 0:1 |         | 0:0 3:0 | 2:2 2:2 |
| Independiente Santa Fe | 1:1 2:3 | 1:1 4:1 | 3:2 2:1 | 2:1 2:1 | 2:1 0:2 | 0:4 2:2 | 1:2 2:1 | 2:0 2:4 | 2:2 2:3 | 0:1 2:1 |         | 1:2 4:3 |
| Deportes Tolima        | 1:0 0:1 | 0:0 2:2 | 2:1 1:2 | 2:2 3:2 | 3:4 0:0 | 0:0 0:3 | 5:2 1:2 | 1:5 1:0 | 2:0 0:1 | 3:0 0:1 | 0:1 1:1 |         |

|                                |
| Bandera de Colombia            |
| Campeón Millonarios 7.º título |

## Goleadores
| Jugador             | Equipo                 | Goles |
| ------------------- | ---------------------- | ----- |
| José Omar Verdún    | Cúcuta Deportivo       | 36    |
| Oscar Luis Mottura  | Independiente Medellín | 21    |
| José Vicente Grecco | Independiente Medellín | 19    |